# Jacob Zuma
Jacob Gedleyihlekisa Zuma (n. 12 aprilie 1942 la Nkandla, Natal, Uniunea Africii de Sud) este un om politic sud-african, originar din etnia zulu. Între 2009 și 2018, a fost  al 4-lea președinte al Africii de Sud.
Zuma a ocupat funcția de vicepreședinte al Africii de Sud între 1999 și 2005, dar a fost demis de președintele Thabo Mbeki în 2005, după ce consilierul financiar al lui Zuma, Schabir Shaik, a fost condamnat pentru luare de mită. Zuma a fost ales președintele Congresului Național African (ANC) la 18 decembrie 2007, după ce l-a învins pe Mbeki la conferința ANC de la Polokwane. La 20 septembrie 2008, Mbeki și-a anunțat demisia după ce a fost rechemat de Comitetul Executiv Național al ANC. Demisia lui a venit după ce judecătorul Christopher Nicholson al Înaltei Curți din Africa de Sud a decis că Mbeki a intervenit în mod necorespunzător în operațiunile parchetului (National Prosecuting Authority), inclusiv în urmărirea penală a lui Jacob Zuma pentru corupție. Cu toate acestea, decizia lui Nicholson în privința lui Zuma a fost anulată în unanimitate de către Curtea Supremă de Apel în ianuarie 2009, într-o hotărâre care critica hotărârea lui Nicholson, inclusiv pentru adăugarea opiniilor sale personale și includerea de „descoperiri nejustificate" cu privire la Mbeki și alții.
Zuma a condus ANC la victorie la alegerile generale din 2009 și a fost ales președintele Africii de Sud. A fost reales ca liderul partidului ANC la conferința ANC de la Mangaung la 18 decembrie 2012, învingându-l pe Kgalema Motlanthe cu o marjă mare. A rămas președintele Africii de Sud după alegerile generale din 2014, deși partidul său a suferit o scădere în suportul electoral, parțial din cauza nemulțumirii tot mai mare față de Zuma în calitate de președinte și guvernul lui. La 18 decembrie 2017, Cyril Ramaphosa a fost ales pentru a-l succeda pe Zuma în funcția de președinte al partidului ANC la Conferința ANC de la Nasrec, Johannesburg. Lunile următoare au văzut o presiune crescândă asupra lui Zuma pentru a demisiona din funcția de președinte al țării, culminând cu demiterea din funcția sa de către partid. În fața unei moțiuni de cenzură în parlament, Zuma și-a anunțat demisia ca președintele țării la 14 februarie 2018 și a fost succedat a doua zi de către Ramaphosa .
Zuma s-a confruntat cu probleme legale semnificative înainte, în timpul și după președinția lui. El a fost acuzat de viol în 2005, dar a fost achitat. Din cauza condamnării consilierului său financiar Schabir Shaik în 2004 pentru corupție și fraudă, Zuma a fost judecat într-un proces lung cu acuzații de înșelătorie și corupție în legătură cu o afacere cu arme din anii 90 în valoare de 5 miliarde USD (3 miliarde GBP). Dar la 6 aprilie 2009, parchetul a renunțat la procesul împotriva lui Zuma, invocând motive de interferență politică, deși la 13 octombrie 2017, decizia parchetului a fost contestat cu succes în Curtea Supremă de Apel de către partidele de opoziție. Prin urmare, parchetul a redeschis dosarul împotriva lui Zuma, în care se confruntă cu 16 acuzații de corupție, înșelătorie, fraudă și spălare de bani, acceptând în total 783 de plăți ilegale. Zuma a pledat nevinovat în fața Înaltei Curți în mai 2021.
După renovări extinse la ferma lui din Nkandla, KwaZulu-Natal, care au finanțate din bugetul de stat, avocatul poporului sud-african a constatat în 2014 că Zuma a beneficiat în mod necorespunzător de rambursarea cheltuielilor din fonduri publice, iar Curtea Constituțională a susținut această decizie în unanimitate în 2016, motivând că prin acțiunile sale, Zuma a încălcat constituția țării. Prin hotărârea sa, Curtea Constituțională a ordonat Trezoreriei Naționale să stabilească suma pe care Zuma trebuie să o restituie statului și a ordonat pe Zuma să restituie această sumă în termen de 45 de zile de la aprobarea de către instanță a raportului Trezoreriei Naționale. Decizia Curții Constituționale a dus la apeluri tot mai mari pentru demisia sa. 
Se estimează că președinția Zuma a prejudiciat economia sud-africană cu un trilion de rands (aproximativ 83 miliarde USD). De asemenea, el a fost implicat în criza cauzată de conflictul de interese provocat de prietenia sa cu familia Gupta. Prin urmare, în 2018 s-a înființat Comisia Zondo (sau Comisia privind captura statului), o comisie independentă de anchetă care investighează fapte de corupție și fraudă în guvern de pe timpul mandatului Zuma. Zuma însuși a fost chemat să depună mărturie în fața Comisiei, dar nu s-a mai întors de când s-a retras în a patra zi a mărturiei sale în iulie 2019. De atunci, a sfidat în mod constant mai multe citații pentru prezența lui în fața Comisiei. Prin urmare, la 29 iunie 2021 Curtea Constituțională l-a condamnat pentru ultraj cu o pedeapsă de 15 luni, după ce Zuma a sfidat decizia Înaltei Curți pentru prezența lui în fața Comisiei. Astfel, a devenit primul președinte sud-african de la sfârșitul apartheid-ului în 1994, care a primit o pedeapsă cu închisoare. La 7 iulie 2021, Zuma s-a predat poliției și a fost încarcerat la Penitenciarul Estcourt din provincia natală KwaZulu-Natal. În septembrie 2021, Curtea Constituțională din Africa de Sud a respins cu tărie petiția fostului președinte Jacob Zuma de a schimba hotărârea sa, condamnându-l la 15 luni de închisoare pentru disprețul fața de justiție.